# شکولنویه
شکولنویه (به لاتین: Shkolnoye) یک منطقهٔ مسکونی در روسیه است که در شهرستان کیزلیارسکی واقع شده‌است.